# منهاج الكرامة في إثبات الإمامة
منهاج الكرامة في إثبات الإمامة هو كتاب من تأليف الفقيه والمتكلّم الشيعي جمال الدين الحسن ابن المطهّر الحلّي الملقّب بالعلّامة، وموضوع الكتاب هو الإمامة إذ عرض فيه المؤلّف أدلّته وإثباتاته على عقيدة الإمامة من المنظار الشيعي، وقد ردّ هذا الكتاب الفقيه السنّي ابن تيمية بكتابه المشهور منهاج السنة النبوية في نقض كلام الشيعة والقدرية.

## المؤلف
الحسن بن يوسف بن علي بن محمد بن مُطهّر الحلي (648 ـ 726 هـ)، المعروف بالعلامة الحلّي الفقيه والمتكلم الشيعي في القرن الثامن للهجرة. من أشهر مؤلفاته: كشف المراد، ونهج الحق وكشف الصدق، والباب الحادي عشر، وخلاصة الأقوال، والجوهر النضيد
كان أول من لقب بآية الله، ويُقال له في المحافل الشيعية العلامة الحلي حتى كاد يختص لقب العلامة به دون غيره.

## مضمون الكتاب
يشتمل الكتاب على ستة فصول.في الفصل الأول ينقل العلامة الحلي اقوال المذاهب الإسلامية حول الإمامة ويذكر معتقدات الفرقة الإمامية بأنهم يعتقدون بالعدل الإلهي، استمرار النبوة وضرورة العصمة للإمام، وعدم اعتقاد أهل السنة إلى ذلك كلّه..في الفصل الثاني ينقل المؤلف أوجه لحقانية المذهب الإمامية:
- الوجه الأول: هو حسن الإمامية في المسائل الأصولية والفروعية.[3]
- الوجه الثاني: هو قول الشيخ الطوسي بأن الفرقة الناجية هي الإمامية.[4]
- الوجه الثالث: هو إن الإماميّة جازمون بحصول النجاة لهم ولأئمتهم.[5]
- الوجه الرابع: هو إن الإمامية اخذو مذهبهم من الأئمة المعصومين المشهورين بالفضل والعلم والورع.[6]
- الوجه الخامس: ان الإمامية لم يذهبوا إلى التعصّب في غير الحق.[7]
- الوجه السادس: هو الفضائل العديدة لعلي بن أبي طالب وقبح أعمال المخالفين.[8]

و في الفصل الثالث ينقل المؤلف الأدلة العقلية والنقلية الدالة على إمامة علي بن أبي طالب. وفي الفصل الرابع ينقل ادلته لإمامة باقي الأئمة الإثنا عشر وفي الفصل الخامس ينقل أربعة عشر دليل لمن تقدم علي بن ابي طالب بانه ليس اماماً. وفي الفصل الأخير ينسخ الحجج الدالة على امامة أبي بكر،

## مكانة الكتاب
كتب الكتاب لسلطان محمود خدا بندة حيث سبب تشيعه والعديد من الأشخاص، لهذا كتب ابن تيمية كتاب منهاج السنة النبوية في نقض كلام الشيعة والقدرية بالرد على هذا الكتاب.

## كتب مرتبطة

### شروح
كتب علي الحسيني الميلاني كتابه شرح منهاج الكرامة مورداً مزيداً من الأدلّة ومتطرّقاً لكلام ابن تيميّة في منهاج السنّة وراداً عليه.

### ردود
- ربّما تطرّق السنّة في كتاباتهم عند ردّهم على الشيعة لهذا الكتاب، ولكنّ كتاباً واحداً فقط اختصّ بالردّ على هذا الكتاب، وهو كتاب منهاج السنة النبوية في نقض كلام الشيعة والقدرية الذي كتبه ابن تيميّة والكثير من العلماء ممن ينتسبون حتى لأهل السنة والجماعة أستخدموا هذا الكتاب لابن تيمية دليلًا على نصبه حيث اتهمه الكثير بالزندقة والنفاق لانه في نظرهم تطاول على أهل البيت لا سيما علي بن ابي طالب بسبب التعصب على الشيعة .

## وصلات خارجية
قراءة الكتاب